# John J. McCloy
John Jay McCloy (31 de marzo de 1895-11 de marzo de 1989) fue un abogado y banquero estadounidense que sirvió como Subsecretario de Guerra durante la Segunda Guerra Mundial, donde desempeño un papel importante, después de la guerra fue presidente del Banco Mundial, la Alta Comisión (U.S. High Commissioner) en Alemania, presidente de Chase Manhattan Bank y presidente del Consejo de Relaciones Exteriores (Council on Foreing Relations). Más tarde se convirtió en un destacado asesor presidencial, participó en la Comisión Warren y fue miembro del grupo de ancianos "The Wise Men" (Los Hombres Sabios).

## Carrera

### Primeros años
McCloy fue hijo de John J. McCloy (1862-1901) y Anna Snader McCloy (1866-1959). Su padre era un exitoso asegurador que murió cuando su hijo tenía cinco años. Su madre era peluquera en Filadelfia con varios clientes de la clase alta. Su nombre original era "John Snader McCloy" pero fue cambiado posteriormente a "John Jay McCloy" (probablemente porque sonaba más aristocrático)
Fue educado en Peddie School en New Jersey, y en Amherst College, del cual se graduó en 1916. Era un estudiante promedio que era bueno jugando tenis y se rodeaba de los hijos de la élite de la nación.

### Primera Guerra Mundial
McCloy entró a la Escuela de Derecho de Harvard en 1916, donde era un estudiante promedio. Fue profundamente influenciado por su experiencia en Plattsburg Preparedness camps (campamento de entrenamiento militar para civiles). Cuando Estados Unidos entró en guerra en 1917 se enlistó en la armada y fue entrenado en Plattsburg, Nueva york durante mayo de ese año y fue asignado como Subteniente de artillería el 15 de agosto de 1917. Fue promovido Teniente primero el 29 de diciembre de 1917. En mayo de 1918 fue asignado como ayudante del general de brigada GH Preston - comandante de la 160ª Brigada de Artillería de Campaña de la División 85.
Navegó por Francia para el servicio con la Fuerza Expedicionaria Americana en Francia el 29 de julio de 1918. Vio servicio de combate en las últimas semanas de la guerra como comandante de una batería de artillería durante la Ofensiva de Meuse-Argonne.
Después del armisticio de noviembre de 1918 fue trasladado al Cuartel General de la AEF en Chaumont, Francia el 1 de marzo de 1919. Luego fue enviado a la sede de avance general en Tréveris, Alemania y fue ascendido a Capitán el 29 de junio.
McCloy regresó a los Estados Unidos el 20 de julio y renunció al Ejército el 15 de agosto de 1919. Luego regresó a Harvard, donde recibió su LL.B. en 1921.

### Abogado en Wall Street
McCloy fue a Nueva York en 1924 a convertirse en socio de la firma Cadwalader, Wickersham & Taft, la cual era una de las más prestigiosas firmas de derecho de la nación, donde trabajó con muchos clientes adinerados como St. Paul railroad. En 1934, McCloy encontró nuevas evidencias que le permitieron volver a abrir un caso por daños y perjuicios contra Alemania por la destrucción causada en 1916 por la explosión de Black Tom.  Hizo una gran cantidad de trabajo para las empresas en la Alemania nazi y fue un consejero legal para el principal productor de químicos alemanes IG Farben . Cuando decidió irse a la administración pública en 1940, McCloy había ganado alrededor de $45,000 al año y tuvo un ahorro de $106.000. Su participación en el litigio sobre un caso de sabotaje de la Primera Guerra Mundial le dio un fuerte interés en temas de inteligencia y en los asuntos alemanes.

### Segunda Guerra Mundial
El entonces 54° secretario de Guerra Henry Stimson contrató McCloy como consultor en septiembre de 1940, y se sumergió en la planificación de la guerra, a pesar de que era un partidario del Partido Republicano y de votar en contra de Franklin D. Roosevelt en la elección presidencial de noviembre de 1940. El 22 de abril de 1941, fue ascendido de consultor y se hizo el subsecretario de Guerra, reportando al Secretario de Guerra Henry Stimson. Él solamente tenía responsabilidades civiles, especialmente la compra de material de guerra para el ejército, Lend Lease, y las cuestiones de inteligencia y sabotaje.
Durante la Segunda Guerra Mundial, como el subsecretario de Guerra, McCloy era una voz decisiva en el establecimiento de prioridades militares de EE. UU. En febrero de 1942, McCloy estaba muy involucrado en la decisión de trasladar a estadounidenses de ascendencia japonesa y de sus hogares en la costa oeste a los EE. UU. continentales dentro de campos de internamiento; de hecho, Kai Bird escribió en su biografía sobre McCloy:
"Más que cualquier individuo, McCloy fue el responsable de la decisión, ya que el presidente había delegado el asunto a él a través de (la secretaría de Guerra) Stimson."
Al departamento de guerra se le solicitó durante finales de 1944 que ayudarán a salvar a prisioneros de guerra capturados por los Nazi ordenando el bombardeo de líneas de ferrocarril que conducían a Auschwitz y a cámaras de gas en el campamento. McCloy respondió que solo los bombarderos pesados podrían alcanzar esos sitios desde Inglaterra, y que esos bombarderos serían vulnerables y que serían necesitados en otro lugar. McCloy no tenía autoridad directa sobre la Fuerza Aérea y no podía decidir sobre sus objetivos; la Fuerza Aérea, dirigida por el General Hap Arnold se opuso a que cualquier grupo civil ajeno escogiera sus objetivos. Franklin D. Roosevelt rechazó a aquellas propuestas
Historiadores de la Fuerza Aérea indican que una campaña de bombardeos contra el campamento hubiera requerido meses de planeación y para entonces habría sido demasiado tarde para salvar a muchos judíos.
En su rol de luchar contra el sabotaje, McCloy se convirtió en el responsable por la decisión de Roosevelt de internar japoneses-americanos en campos de reubicación en 1942. Un error histórico y constitucional que empaño por siempre el legado de ambos hombres. Los generales en la escena insistieron en la reubicación en masa para prevenir el sabotaje y la división de inteligencia Army G-2 concluyó que era necesario. Un documento clave fue una intercepción descifrado-magic de un diplomático japonés en Los Ángeles que reportaba "También tenemos conexiones con nuestras segundas generaciones trabajando en fábricas de aviones por motivos de inteligencia". Sin embargo, la Oficina de Inteligencia Naval (ONI) estuvo en desacuerdo con la Armada en un reporte preparado por el Comandante Kenneth Ringle; la ONI argumentaba en contra del internamiento en masa basado en el hecho de que muchos japoneses-americanos sospechosos de espionaje o sabotaje ya estaban bajo vigilancia o en custodia del FBI. McCloy fue responsable de supervisar las evacuaciones a los campos, pero los campos eran dirigidos por una agencia civil.
Las acciones fueron inicialmente confirmadas unánimemente por la Corte Suprema.  Para 1945, el consenso judicial se había erosionado considerablemente. Tres jueces disintieron en un caso similar de internación presentada por Fred Korematsu. Los disidentes fueron dirigidos por reversión de Justicia Frank Murphy de su concurrencia reacios en el caso anterior Hirabayashi.  El historiador Roger Daniels, dice que McCloy se opuso firmemente a la reapertura de las sentencias judiciales sobre la constitucionalidad de la internación.  Sin embargo, la disidencia con el tiempo llevó a la reversión judicial de las condenas penales de Hirabayashi, Korematsu, y otros sobre la base de la mala conducta del gobierno incluyendo la supresión deliberada de informe Ringle de la ONI durante las deliberaciones de la Corte Suprema en 1943.  La oposición de McCloy es comprensible a la luz del hecho de que Edward Ennis, un excolega y abogado del Departamento de Justicia encargado de la preparación de los informes del gobierno a la Corte Suprema en el caso Hirabayashi, acusaría directamente McCloy del engaño personal en un testimonio ante la Corte Federal de Seattle en 1985 revisión coram nobis.
Esto llevó directamente a la resolución final, en 1987, de los casos de internamiento de la Segunda Guerra Mundial ante la Corte del Noveno Circuito de Apelaciones, que exoneró totalmente Gordon Hirabayashi y otros ciudadanos japoneses-americanos que lucharon contra los toques de queda durante la guerra y los traslados forzosos resultantes de las órdenes del Ejército que el panel de tres jueces concluyeron por unanimidad se "basa en el racismo y no por necesidad militar".
Un miembro infatigable del comité, McCloy durante la guerra sirvió en las fuerzas de tarea del gobierno que construyeron el Pentágono, creó la Oficina de Servicios Estratégicos (que eventualmente se convirtió en la Agencia Central de Inteligencia), y propuso la creación de las Naciones Unidas, y los tribunales de crímenes de guerra. Fue presidente del predecesor del Consejo de Seguridad Nacional. Como presidente del Comité Asesor de la política de la tropa de color , que en un principio se opuso a la portavoz de los derechos civiles, que quería que el ejército para poner fin a la segregación. Sin embargo, cambió de opinión y, a finales de 1945, justo antes de salir del gobierno para volver a Wall Street, propuso poner fin a la segregación en las fuerzas armadas. En 1945, él y Stimson convenció al presidente Truman para rechazar el Plan Morgenthau, no despojar a Alemania de su capacidad industrial.

### Presidente del Banco Mundial y Alto Comisionado en Alemania
De marzo de 1947 hasta junio de 1949, McCloy sirvió como el segundo presidente del Banco Mundial.
El 17 de marzo de 1949, McCloy y el general Alvan Cullom Gillem, Jr. testificó ante el Comité del Presidente sobre la igualdad de trato y oportunidades en las Fuerzas Armadas.
El 2 de septiembre de 1949, McCloy sustituye a los cinco anteriores gobernadores militares sucesivos para la zona de Estados Unidos en Alemania como el primer Alto Comisionado de Estados Unidos para Alemania y ocupó este cargo hasta el 1 de agosto de 1952, tiempo durante el cual supervisó la creación de la República Federal de Alemania después del 23 de mayo de 1949. Ante la fuertemente insistencia del gobierno alemán, aprobó recomendaciones para perdonar y conmutar las sentencias de los criminales nazis, entre ellos los de los industriales prominentes Friedrich Flick, Alfried Krupp, y Martin Sandberger.  McCloy también concedió la restitución de todas las propiedades Krupp y de Flick. McCloy también indultó a Ernst von Weizsäcker, así como Josef Dietrich y Joachim Peiper, declarado culpable de asesinato en masa por su participación en la Masacre de Malmedy.  Algunas de las figuras menos notables fueron reenjuiciados y condenados por el gobierno de la recién independizada República Federal de Alemania.
McCloy apoyó la iniciativa de Inge Aicher-Scholl (la hermana de Sophie Scholl), Otl Aicher y Max Bill para fundar la Escuela de Diseño de Ulm.  la HfG Ulm se considera que es la escuela de diseño más influyente en el mundo después de la Bauhaus . Los fundadores buscaron y recibieron apoyo en los EE. UU. (a través de Walter Gropius) y dentro del alto mando estadounidense en Alemania. McCloy vio el esfuerzo como Proyecto N ° 1 y apoyó una combinación de la universidad y de la escuela a lo largo de los ejemplos de Estados Unidos. En 1952 Scholl recibió de McCloy un cheque por un millón de marcos alemanes.
McCloy había servido como el primer Alto Comisionado de Estados Unidos. Su sucesor final como comisionado fue el cuarto estadounidense Alto Comisionado, James B. Conant; el oficio se terminó el 5 de mayo de 1955 (Ver artículo en Wikipedia).

### Dirección Corporativa
Después de esto, se desempeñó como presidente del Chase Manhattan Bank (1953-1960), y como presidente de la Fundación Ford (1958-1965); él era también un miembro del consejo de la Fundación Rockefeller (1946-1949), y nuevamente desde 1953 hasta 1958, antes de asumir el cargo en Ford.
De 1954 a 1970, fue presidente del prestigioso Consejo de Relaciones Exteriores en Nueva York, para ser sucedido por David Rockefeller, quien había trabajado estrechamente con él en el Banco Chase. McCloy tenía una larga asociación con la familia Rockefeller, que se remonta a sus primeros días de Harvard cuando enseñaba a los jóvenes hermanos Rockefeller cómo navegar. También fue miembro del Comité Draper, formado en 1958 por Eisenhower.
Luego se desempeñó como asesor de John F. Kennedy, Lyndon Johnson, Richard Nixon, Jimmy Carter y Ronald Reagan, y fue el negociador principal en el Comité de Desarme Presidencial. En 1963, fue galardonado con el prestigioso Premio Sylvanus Thayer por la Academia Militar de los Estados Unidos por su servicio al país.
El 6 de diciembre de 1963, se le otorgó la Medalla Presidencial de la Libertad, con Distinción Especial, por el presidente Lyndon B. Johnson

### Comisión Warren
McCloy fue seleccionado por el presidente Lyndon Johnson para servir en la Comisión Warren a finales de noviembre de 1963. En particular, él era escéptico de la teoría pistolero solitario, pero un viaje a Dallas con veterano de la CIA Allen Dulles, un viejo amigo que también sirvió en la Comisión, lo convenció de la causa contra Oswald. McCloy negoció el consenso final, evitando una minoría disidente en el informe, fundamental de la conclusión del informe final. Afirmó que cualquier posible evidencia de una conspiración estaba "fuera del alcance" de todas las agencias de los Estados Unidos de investigación, principalmente el FBI y la CIA , Así como de la propia Comisión.  En una entrevista de 1975 con Eric Sevareid de CBS, McCloy declaró "Nunca vi un caso que pensé fue más completamente demostrado que ... el asesinato."  describió escritos que propagan teorías de conspiración del asesinato como "simplemente sin sentido".
De 1966 a 1968 fue presidente Honorario del Instituto Atlántico con sede en París.

### Firma de Abogados
Originalmente socio de la firma Cravath en la ciudad de Nueva York, Nueva York,  (1924-1940), después de la guerra, cuando McCloy dejó su trabajo como el Subsecretario de Estado de Guerra aproximadamente en noviembre-diciembre de 1945, McCloy fue nombrado socio en la prominente firma de abogados asociada a Rockefeller, Milbank, Tweed, Hadley & McCloy. En esta capacidad él actuó por las "Siete Hermanas", las empresas líderes petroleras multinacionales como Exxon, en sus enfrentamientos iniciales con el movimiento de nacionalización en Libia, así como las negociaciones con Arabia Saudita y la OPEP. Debido a su estatus en el mundo jurídico y su larga asociación con los Rockefeller, y como asesor presidencial, él fue referido a veces como el "Presidente del Establecimiento de América".

### Premios
McCloy es un receptor de la Medalla de la Asociación del Colegio de Abogados de la Ciudad de Nueva York en reconocimiento a las contribuciones excepcionales al honor y la reputación de la barra en la comunidad.
Él recibió un Doctorado en Derecho grado honorario de Wilmington College (Ohio) en 1963.

## Otras Lecturas
- Bird, Kai. The Chairman: John J. McCloy - The Making of the American Establishment, (New York: Simon & Schuster, 1992)
- Irons, Peter. The Courage of Their Convictions:  Sixteen Americans Who Fought Their Way to the Supreme Court, (New York: The Free Press, 1988, ISBN 0-02-915670-X)
- Walter Isaacson & Evan Thomas, The Wise Men: Six Friends and the World They Made: Acheson, Bohlen, Harriman, Kennan, Lovett, and McCloy, (New York: Simon & Schuster, 1986)
- Roberts, Priscilla. "‘All the Right People’: The Historiography of the American Foreign Policy Establishment." Journal of American Studies (1992) 26#3 pp 409-434.
- Rockefeller, David. Memoirs, New York: Random House, 2002.
- Schwartz, Thomas Alan. America's Germany: John J. McCloy and the Federal Republic of Germany (Harvard University Press, 1991)
- Wilson, John Donald. The Chase: The Chase Manhattan Bank, N.A., 1945-85, Boston: Harvard Business School Press, 1986.
- Wolf, Thomas P. "McCloy, John Jay, Jr."; American National Biography Online Feb. 2000 Access Date: Jan 29, 2014